# Cigányok az 1956-os forradalomban
Az 1956-os forradalomban számos cigány harcolt a szovjet megszállók ellen, közülük sokan életüket adták vagy megsebesültek a magyar szabadságért, mások a megtorlás áldozatai lettek.

## Kutatások a témában
A jelenleg (2008.) is folyó kutatásuk szerint a felkelők 5-8%-a lehetett cigány, oláhcigányok és magyarcigányok vegyesen. Ez az arány jelentősen meghaladta az akkori budapesti cigányság számarányát. A téma kutatását több tényező nehezíti:
- az akkori túlélők egyre kevesebben vannak
- írásos dokumentumok gyakorlatilag csak a megtorlásról vannak, akik ezt el tudták kerülni, nem szerepelnek levéltárakban, archívumokban
- a dokumentumokban a cigány származás nincs feltüntetve, erre csak egyéb információk alapján lehet következtetni (például név, becenév, fénykép, foglalkozás)

A cigány forradalmárok a szegényebb rétegekből kerültek ki. Főleg a Vágóhíd utcai, az Aszódi utcai, a Mária Valéria-telepen, és a ferencvárosi Dzsumbuj környékén laktak és különböző csoportokban harcoltak.
Egyik résztvevő szerint a megtorláskor kb. 15-20 cigány fegyveres felkelőt végeztek ki, a többiek emigráltak. Börtönbe egyedül Bizsu került. (Ez természetesen egy szubjektív információ, melyet az eddigi tudományos vizsgálatok nem mindenben támasztanak alá, hiszen például több börtönítéletről is van tudomásunk.)
A cigányok 1956-os forradalmi részvétele miatt sok cigányzenésznek bevonták a működési engedélyét. Ezzel nem csak családok egzisztenciáját lehetetlenítették el, hanem a kávéházi cigányzene műfajának felszámolására próbáltak kísérletet tenni.
Néhány név szerint is ismert cigány forradalmár:
- Corvin köz:
  - Szabó Ilonka "Kócos" - hősi halált halt
  - Dilinkó Gábor "Bizsu" - hét év börtönre ítélték
- Tűzoltó utca:
  - Fehér Nándor (akkor 15 éves) - két és fél év börtönre ítélték (más források szerint a Berzenczey utcai Göndör-csoportban harcolt)
  - Horváth Aladár
  - Kuti László
- Práter utca:
  - Kisnémeth László "Cigány Laci" - büntetése ismeretlen
  - Horváth Károly - büntetése ismeretlen
  - Radics József - öt év börtönre ítélték
  - Damu János - négy év börtönre ítélték
- Váci út:
  - "Narancs" - valószínűleg külföldre menekült
  - "Cigány" - valószínűleg külföldre menekült
  - "Kóró" - valószínűleg külföldre menekült
- Ferencváros:
  - Való Mátyás "Csoki" - hat év börtönre ítélték (más források szerint a Práter utcai csoportban harcolt)
- Szirmai-csoport:
  - Fátyol István - börtönre ítélték
- Vajdahunyad utca:
  - Kóté Sörös József "Holi" - kivégezték
- Thököly út:
  - Csányi Sándor - kivégezték
- Göndör-csoport (Berzenczey utca):
  - Falusi János parancsnokhelyettes - emigrált, esetleges büntetése ismeretlen
- Budapest (közelebbről nem ismert helyen):
  - Fátyol István - börtönre ítélték (lehet, hogy azonos a fentebbi F. I.-vel?)
  - Kolompár János - kivégezték
- Soroksár
  - Sztojka László - tizennégy év börtönre ítélték (Sz. László, Vince és Péter testvérek)
  - Sztojka Vince - tizennégy év börtönre ítélték
  - Sztojka Péter - tíz év börtönre ítélték
- Nyíregyháza:
  - Dandos Gyula
- Kiskunmajsa:
  - Kolompár Mátyás - kivégezték (egy másik forrásban Kolompár János néven szerepel, nem azonos a budapesti K. J.-vel)

## Börtönvers a megtorlás időszakából
A kis cigány balladája

/Vác, 1957., rendőrségi fogda/
A kis cigányt egy éjjel kékre-zöldre

verték a részeg, vad pribékek,

s hogy már alig volt benne élet,

úgy húzták be, s dobták le a földre.
A kis cigányt ápoltuk, borogattuk.

A priccsre mindig úgy esett le

- újabb veréssel fenyegetve --:

abból élt, mit hitünkből néki adtunk.
A kis cigányt sétálni nem engedték.

Reszketve várta visszatértünk,

s hallgatta bízva, mit beszélünk.

És félt, nehogy újra véresre verjék.
A kis cigányt úgy ütötték, hogy köpjön,

rólunk, társakról, hazugságot.

Kéken, lilán hevert a földön,

de nem köpött. S hogy kiutat nem látott:
a kis cigányt mi vágtuk le a rácsról.

trikóját hurkolta nyakára.

Ez lett a hallgatása ára.

A veréstől félt, de nem a haláltól...
Végh Ferenc

## Egy személyes történet
Bizsu, az újpesti cigány fiú – polgári nevén Dilinkó Gábor naiv cigány festő, akit II. Erzsébet brit királynő is kitüntetett – négy hónapos terhes barátnőjét keresve keveredett a Corvin közbe. "Valahol bent Pesten csavarogtak, jött a tömeg, harsogták: Aki magyar, velünk tart! Ő velük ment" – emlékszik vissza Bizsu. A saját indíttatásáról ezt mondja: "Annyit tudtam, hogy ruszkik haza! Menjenek haza az idegen katonák, mi ezek ellen harcoltunk. Engem az ideológia abszolút nem érdekelt."
Az élettárs, a tizenhét éves cigánylány, akit Kócos vagy Kócoska néven ismertek a szabadságharcosok, a Corvin-köz egyik parancsnoka lett. Polgári neve Szabó Ilonka volt. A Práter utca végén lőtték agyon, 1956. október 28-án. Emléktáblája van a Corvin közben.
Bizsu, aki akkor 22 éves volt, november 4-én, a szovjetek általános támadásakor sebesült meg, fejlövést, comblövést és tüdőlövést kapott. "Sok cigány harcolt a forradalom alatt. Voltunk a Corvin közben tíz-tizenketten romák. Ám ők mind muzsikus cigányok voltak, nem oláhcigányok" – emlékezett. 2003-ban még élt, Mátyásföldön lakott egy 19 négyzetméteres helyiségben, a volt szovjet laktanya területén.